# Seznam španskih ilustratorjev
Seznam španskih ilustratorjev.

## B
- Itomi Bhaa

## E
- Jokin Mitxelena Erice

## F
- Victoria Francés

## M
- Javier Mariscal ?

## X
- Joaquín Xaudaró